# Simare-Mare
Simare-Mare is een bestuurslaag in het regentschap Sibolga van de provincie Noord-Sumatra, Indonesië. Simare-Mare telt 5428 inwoners (volkstelling 2010).